# پریسیلا بارنز
پریسیلا بارنز (انگلیسی: Priscilla Barnes؛ زادهٔ ۷ دسامبر ۱۹۵۵) بازیگر اهل ایالات متحده آمریکا است.
از فیلم‌ها یا برنامه‌های تلویزیونی که وی در آن نقش داشته است، می‌توان به اروتیک، علاف‌ها، عاشقان یکشنبه، گاوچران آمریکایی، اربابان اعماق و قلب یک مخاطب اشاره کرد.